# Træskomager
En træskomager er en person som fremstiller træsko/ træfodtøj. Træskomageri kræver ikke nogen egentlig uddannelse, blot lidt værktøj som tidligere blev fremstillet af den lokale smed, og  naturligvis en smule håndelag, der har kunnet erhverves efter en forholdsvis kort oplæring. 
Det er usikkert hvornår man begyndte at fremstille træsko. De såkaldte jydetræsko er fremstillet helt i træ, tilsvarendede hollandske klompen. I dag fremstilles træsko/ træfodtøj ofte industrielt.
De fleste produkter fremstilles i dag af materialerne træ- eller eventuelt plastikbund med overlæder.